# Wärmeübergang
Als Wärmeübergang wird die Wärmeübertragung zwischen der Oberfläche eines Festkörpers und einem bewegten Fluid oder einem Gas bezeichnet.
Wärmeübergänge werden mathematisch durch den Wärmeübergangskoeffizienten und die dimensionslose Nußelt-Zahl beschrieben.
Beim Wärmeübergang wird konvektiv, also durch eine Strömungsbewegungen des Fluids transportierte Wärme an einen Festkörper übertragen. Innerhalb des Fluids wie auch des Festkörpers verteilt sich die Wärmeenergie durch Wärmeleitung. Gegebenenfalls kann beim Wärmeübergang auch Wärmestrahlung von Bedeutung sein.